# Temporada da Pick-Up Racing de 2008
A Copa Webmotors Pick Up Racing de 2008 foi a 8ª edição do Campeonato Brasileiro de Pick-Up promovido pela Confederação Brasileira de Automobilismo. Teve como campeão o paulista Gustavo Sondermann, da equipe Gramacho-Stedile.

## Calendário
| Prova | Data           | Etapa              | Circuito                              | Horário |
| ----- | -------------- | ------------------ | ------------------------------------- | ------- |
| 1     | 13 de Abril    | São Paulo          | Autódromo José Carlos Pace            | 14:05   |
| 2     | 6 de julho     | Minas Gerais       | Mega Space                            |         |
| 3     | 5 de Julho     | Mato Grosso do Sul | Autódromo Internacional Orlando Moura | 13:05   |
| 4     | 31 de Agosto   | Pernambuco         | Autódromo Internacional Nelson Piquet | 11:30   |
| 5     | 13 de Setembro | Ceará              | Autódromo Internacional Ayrton Senna  | 11:30   |
| 6     | 21 de Setembro | Paraná             | Autódromo Internacional de Curitiba   | 14:05   |
| 7     | 23 de Novembro | Rio Grande do Sul  | Autódromo Internacional de Tarumã     | 12:40   |
| 8     | 7 de Dezembro  | São Paulo          | Autódromo José Carlos Pace            | 13:03   |

## Resultados

### Etapas
| Prova | Etapa              | Pole position      | Volta mais rápida  | Vencedor           | Resumo   |
| ----- | ------------------ | ------------------ | ------------------ | ------------------ | -------- |
| 1     | São Paulo          | Gustavo Sondermann | Gustavo Sondermann | Gustavo Sondermann | Detalhes |
| 2     | Minas Gerais       | Gustavo Sondermann | Paulo Salustiano   | Gustavo Sondermann | Detalhes |
| 3     | Mato Grosso do Sul | Gustavo Sondermann | Gustavo Sondermann | Gustavo Sondermann | Detalhes |
| 4     | Pernambuco         | Thiago Riberi      | Felipe Lapenna     | Thiago Riberi      | Detalhes |
| 5     | Ceará              | Thiago Riberi      | Gustavo Sondermann | Gustavo Sondermann | Detalhes |
| 6     | Paraná             | Gustavo Sondermann | Felipe Lapenna     | Paulo Salustiano   | Detalhes |
| 7     | Rio Grande do Sul  | Gustavo Sondermann | Paulo Salustiano   | Gustavo Sondermann | Detalhes |
| 8     | São Paulo          | Felipe Lapenna     | Paulo Salustiano   | Felipe Lapenna     | Detalhes |